# Torzym
Torzymⓘ (logo após a guerra, Toruń Lubuski, em alemão: Sternberg) é um município no oeste da Polônia. Pertence à voivodia da Lubúsquia, no condado de Sulęcin, localizada no rio Ilanka e no lago Ilno. É a sede da comuna urbano-rural de Torzym. Nos anos de 1975 a 1998, a cidade pertencia administrativamente à voivodia de Zielona Góra.
Historicamente, Torzym está localizado na parte oriental da margem direita da antiga Terra da Lubúsquia, conhecida como Terra de Torzym.
Um centro de serviços para agricultura e silvicultura e centro de férias; sanatório. Estende-se por uma área de 9,1 km², com 2 492 habitantes, segundo o censo de 31 de dezembro de 2021, com uma densidade populacional de 273,8 hab./km².

## História

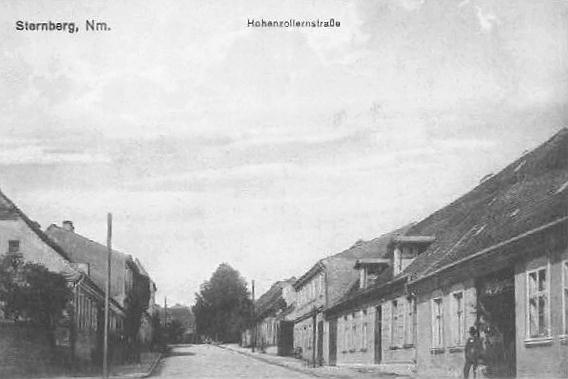
Torzym, por volta de 1900

Em meados do século XIII, a área tornou-se propriedade de Konrad Sternberg, arcebispo de Magdeburgo, que fundou um castelo no local entre 1266 e 1276. No entanto, a primeira menção por escrito da fortaleza de Sternberg só aparece em 1300. A partir de 1313, seu nome também se referia a toda a área da Marca de Brandemburgo a leste do rio Óder. O domínio polonês chegou aqui novamente durante a Guerra da Terra da Lubúsquia, depois de 1319, e em 1321 os limites do Ducado de Głogów chegaram aqui. De 1373 a 1415, a cidade esteve sob o domínio do Reino da Boêmia. Por volta de 1375, o assentamento às margens do lago Ilno recebeu direitos de cidade. Desde o século XV, não há informações sobre o castelo de Sternberg. Ele estava provavelmente localizado no rio Ilanka, cerca de 3 km a noroeste da cidade. Em 1506, uma expedição armada organizada pelo duque de Głogów e futuro rei da Polônia, Sigismundo I, o Velho, e pelo eleitor de Brandemburgo, Joaquim, contra cavaleiros ladrões chegou a Torzym. O castelo foi então completamente destruído e nunca mais foi reconstruído. No entanto, a cidade continuou a se desenvolver, compartilhando com a área circundante os altos e baixos das décadas seguintes. Esses altos e baixos estavam ligados a períodos de prosperidade econômica, por um lado, e a numerosas guerras, invasões e incêndios dos edifícios, principalmente de madeira, por outro.
Havia muitas propriedades de cavaleiros no vilarejo, que incluía cinco mansões e três moinhos no rio Ilanka. Devido à baixa fertilidade dos solos ao redor, a criação de gado desempenhava um papel mais importante. Foi o comércio de gado, em particular, que tornou a cidade famosa. Três mercados de gado eram realizados anualmente em Sternberg. A localização favorável na estrada que liga Frankfurt an der Oder a Poznań permitiu o construção de uma cervejaria e de uma destilaria.
Por volta de 1800, Sternberg não tinha muros na cidade, apenas uma cerca. Em 1834, uma igreja foi construída segundo um projeto de Schinkel (a atual igreja paroquial). Em 1869, a cidade ganhou uma conexão ferroviária (linha de Frankfurt an der Oder para Poznań). Entre 1818 e 1873, a cidade de Sternberg pertenceu ao condado de mesmo nome, mas nunca foi sua sede. Desde a divisão do condado até 1945, a cidade pertenceu ao condado de Oststernberg.
Após a Primeira Guerra Mundial, Sternberg tornou-se uma cidade-sanatório. A devastação da Segunda Guerra Mundial (até cerca de 85%) fez com que o vilarejo perdesse seus direitos municipais quando foi incorporado à Polônia em 1945. Seus antigos habitantes de língua alemã também foram expulsos. Em vez do nome anterior Sternberg, a administração polonesa usou inicialmente o termo Toruń Lubuski, mas, por fim, a forma Torzym foi adotada como oficial. Entre 1951 e 1953, o quartel-general da 19.ª Divisão Mecanizada do Exército Polonês ficou estacionado em Torzym.
O assentamento foi elevado à condição de cidade novamente em 1994.

## Demografia
Conforme os dados do Escritório Central de Estatística da Polônia (GUS) de 31 de dezembro de 2022, Torzym é uma cidade muito pequena com uma população de 2 431 habitantes (38.º lugar na voivodia de Lublin e 807.º na Polônia), tem uma área de 9,11 km² (24.º lugar na voivodia de Lublin e 637.º lugar na Polônia) e uma densidade populacional de 266,85 hab./km² (38.º lugar na voivodia de Lublin e 769.º lugar na Polônia). Nos anos 2002–2021, o número de habitantes diminuiu 1,6%.
Os habitantes de Torzym constituem cerca de 7,03% da população do condado de Sulęcin, constituindo 0,25% da população da voivodia da Lubúsquia.
| Descrição                         | Total      | Total    | Mulheres   | Mulheres | Homens     | Homens   |
| --------------------------------- | ---------- | -------- | ---------- | -------- | ---------- | -------- |
| unidade                           | habitantes | %        | habitantes | %        | habitantes | %        |
| população                         | 2 431      | 100      | 1 244      | 51,2     | 1 187      | 48,8     |
| área                              | 9,11 km²   | 9,11 km² | 9,11 km²   | 9,11 km² | 9,11 km²   | 9,11 km² |
| densidade populacional (hab./km²) | 266,85     | 266,85   | 136,63     | 136,63   | 130,22     | 130,22   |

## Monumentos históricos

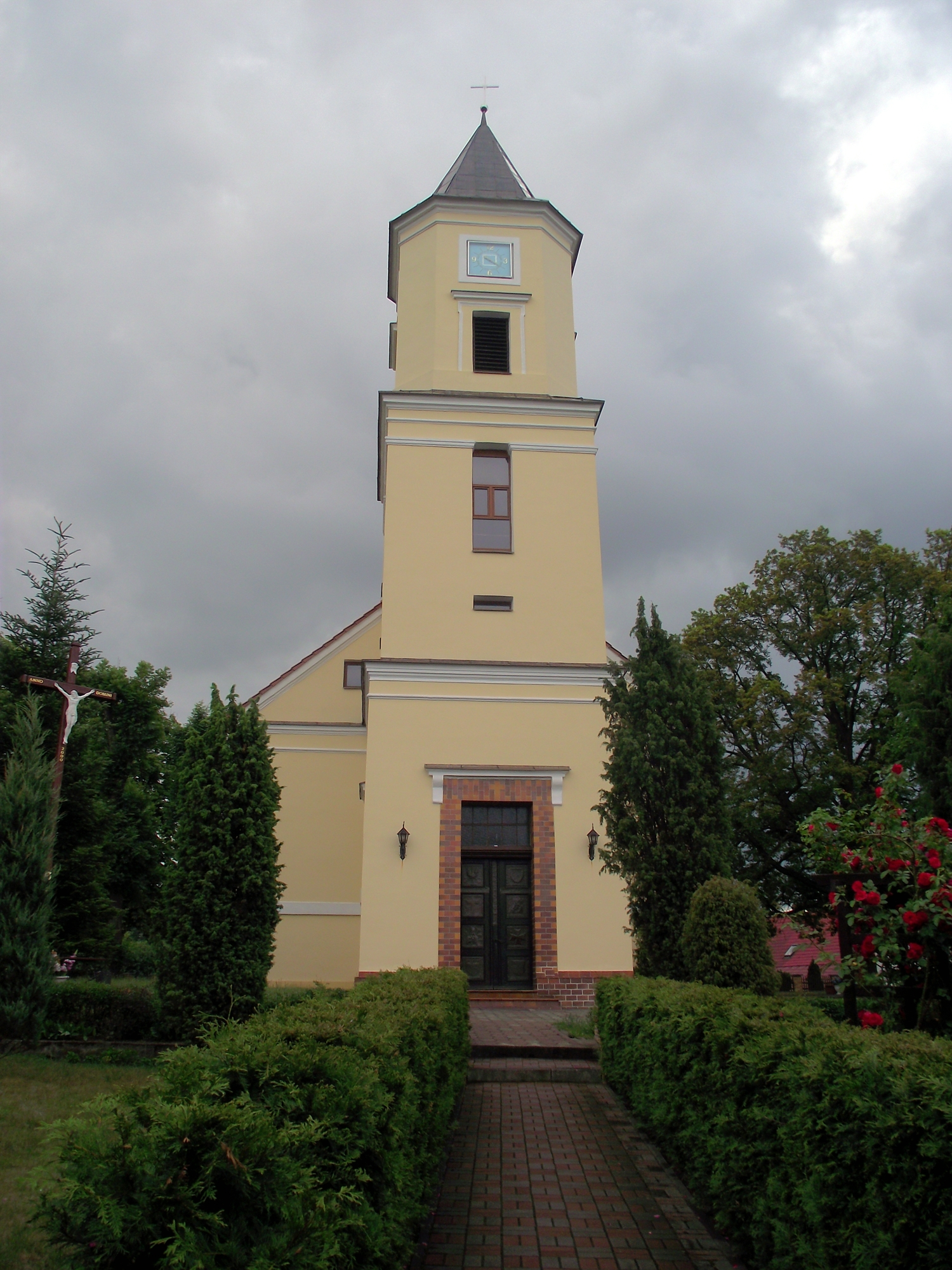
Igreja da Exaltação da Santa Cruz

O registro provincial de monumentos inclui:
- Igreja evangélica, atual igreja paroquial católica romana da Elevação da Santa Cruz, início do século XIX, 1831
- Casa, praça Kościuszki, 4, do início do século XIX

Outros monumentos:
- Cemitério judeu
- Sobrados do final do século XIX e início do século XX

## Comunidades religiosas
- Igreja Católica de Rito Latino
  - Igreja Paroquial da Elevação da Santa Cruz, rua Sulęcińska 2[12]
- Igreja Ortodoxa Polonesa
  - Igreja Paroquial de São Miguel Arcanjo — Igreja Ortodoxa de São Miguel Arcanjo, rua Sulęcińska 8[13]

## Esportes e lazer
O Esporte Clube Municipal “Toroma” Torzym, fundado em 1962 e atualmente jogando na classe do distrito de Gorzów, tem sua sede aqui. As cores características do time são: amarelo-verde-azul. O clube joga suas partidas em casa no Estádio Municipal, com capacidade para 600 espectadores.
Há complexos de espaços verdes urbanos na cidade para a prática de esportes.

## Transporte

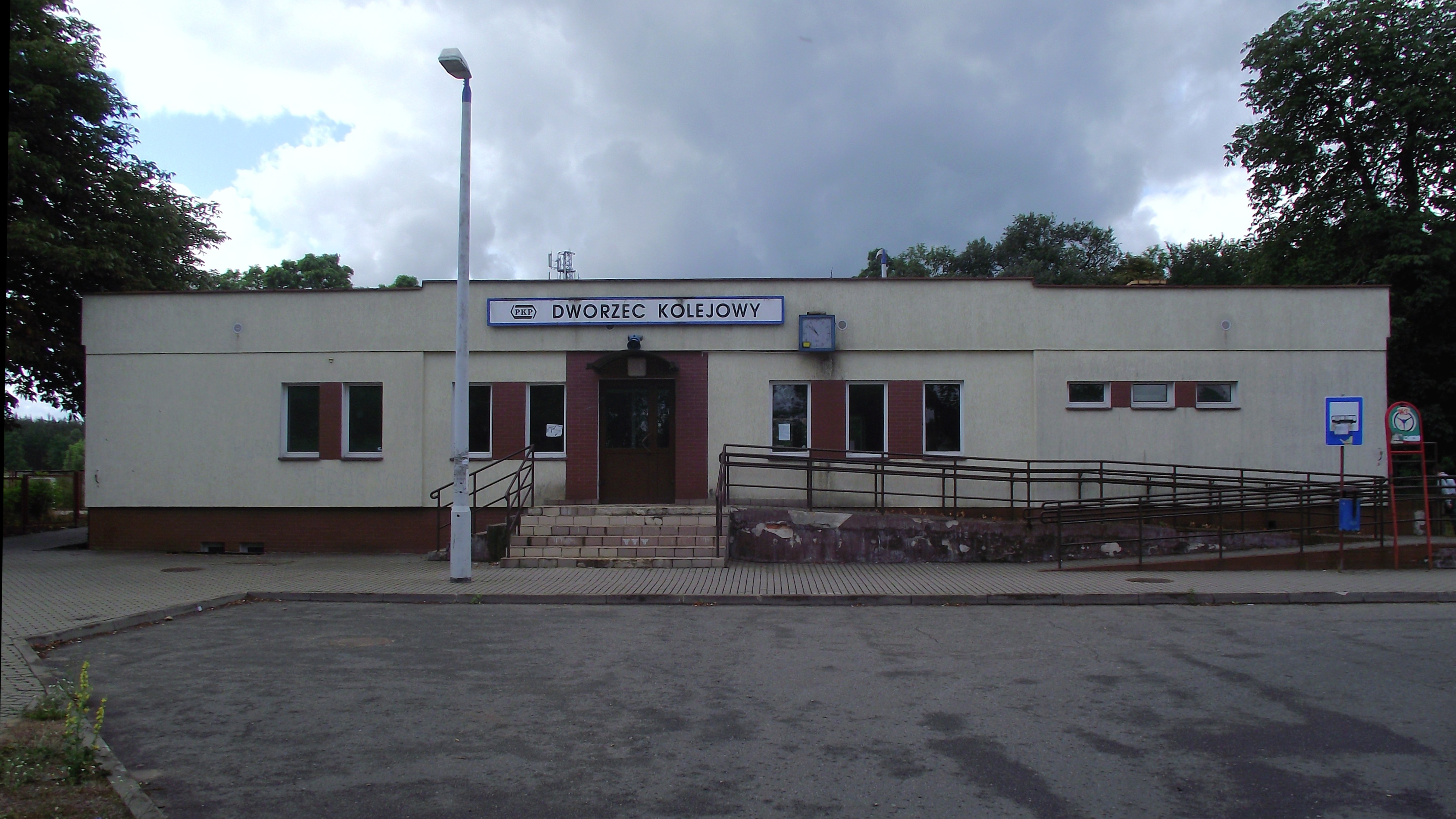
Estação ferroviária de Torzym

### Transporte rodoviário
Ao norte da cidade está localizado o trevo de Torzym na autoestrada A2 (E30). A estrada nacional n.º 92 e a estrada provincial n.º 138 Sulęcin — Torzym — Gubin passam pela cidade.

### Transporte ferroviário
Há uma parada de trem em Torzym (na linha ferroviária n.º 3 Varsóvia — Frankfurt an der Oder).